# 藤波俊彦
藤波 俊彦（ふじなみ としひこ、本名同じ、1966年〈昭和41年〉12月13日 - ）は、日本の男性漫画家、元読売広告社プロデューサー。三重県出身。三重県立伊勢高等学校卒業、青山学院大学経済学部卒業。血液型はB型。元内閣官房長官の藤波孝生の甥。

## 作風
専攻はギャグ漫画。アメリカン・コミックスのような作風が特徴。ローマ字で描かれた効果音や、「 - じゃん」という口癖のキャラクターを多用する。作者によるとこの作風はあくまでギャグの道具であり、アメリカン・コミックスに興味がある訳では無い。

## 経歴
- 大学在学中、週刊少年マガジン増刊号にてデビュー。
- 大学卒業後、広告代理店である読売広告社に5年間勤務するが退社。
- 1996年、ビッグコミックスピリッツに『江戸前・あ・めーりかん』を連載。現在に至る。
- 小学館が刊行している「小学8年生」にて、誌内の一コーナーである『まんがで読む人物伝』の連載を担当。しかし2017年9月28日に発売された、同誌第4号の当コーナーで安倍晋三内閣総理大臣を題材にした漫画を掲載したところ、漫画の内容がネット上で物議を醸した。漫画では、2007年の総理辞任を「かいよう性大腸炎という難病」と説明しているものの、「じつはおなかがイタくて…」という、ただの腹痛を連想させるような台詞も載せている。そのほかにも、森友学園問題や加計学園問題など、最近話題になった政治スキャンダルをギャグ調（安倍に対して否定的な目線）で描写している。一応欄外には、事実に基づき漫画調に脚色している旨が記載されているが、ネット上では、「悪いイメージだけ煽るような描写は教育に良くない」「難病揶揄は子供向けには致命的」といった指摘が多数あがり、炎上騒動となった。これに対し、発行元の小学館はTwitterで、「第4号は、9月14日に編集作業を終えた。解散の報道がなされ始めたのが9月18日ごろからであり、漫画の内容に関しては、今回の衆議院議員選挙とは何ら関係がない」としている。また、潰瘍性大腸炎については、「難病に苦しまれている方を揶揄するような表現は一切していない。2007年当時、安倍首相が総辞職した一因に、ご自分の病気があったことを告白したことを、あくまで事実として紹介したもの」と釈明した[2]。なお、漫画を掲載した藤波本人は今のところ今回の件について言及していない。藤波自身は、同コーナーでアメリカのドナルド・トランプ大統領を題材にしたり、当時の鳩山由紀夫総理や小泉純一郎総理を基にした漫画（例:小泉家のおやじ）を掲載するなど、以前から政治ネタの漫画の執筆も行なっていた。

## 作品リスト

### 漫画
江戸前・あ・めーりかん
ビッグコミックスピリッツ（小学館）連載、1996年、単行本全2巻。
Only♥You ビバ!キャバクラ
SPA!（扶桑社）連載、1998年 - 1999年、単行本全7巻。
テレビアニメ化されTBS・ワンダフル枠内で放送。S・D・PによりWindows用のゲームも発売された。
チョビハゲ・パンプキン・バーガー
リイドコミック（リイド社）連載、1999年、単行本全2巻。
小泉家のおやじ
小学四年生・小学五年生・小学六年生（小学館）連載、2002年 - 2004年、単行本全1巻。
内閣総理大臣・小泉ジュンイチロー及び小学生・小泉コータローが主人公のギャグ漫画。ムネオ、ぶっしゅ、塩じー、マキコ、ミノ等、政治家や芸能人を捩ったキャラクターが多く登場。
学ぶな危険! うらきょうかしょ
小学四年生・小学五年生（小学館）連載、2005年 - 2010年。
登場する先生は坂本金八が元ネタ。
NEVERMIND 〜ネバーマインド〜
2006年。よしもと流 明るくネット!（吉本興業、レイクによるサイト）にて「劇画×ムービー」という題目で連載。
よゐことよいこのせいぎのみかた
小学三年生（小学館）掲載、2006年 - 2007年。
読み切りで2007年2月号・3月号にのみ掲載。
ブラックモンタの悪ズバッ!
劇画マッドマックス（コアマガジン）連載、2007年 - 2009年。単行本全1巻。
ぎゃるぐぐ
MEN'Sあざーす!→人妻24区（東京三世社）連載、2008年 - 。
掲載誌変更と同時に『TSUMAP×TSUMAP』に改題。
よゐことよいこのゲームー帝国
小学三年生（小学館）掲載、2009年。
読みきりで2009年3月号にのみ掲載。
探偵! パチスロスクープ
パチスロ7Jr.（辰巳出版）連載、2009年 - 。
それで勝てるのかよ
パチスロ7（辰巳出版）連載。同誌やその姉妹誌の「パチスロ7Jr.」には他にも『スロリーマン テルチン』『ビバ★裏原』などの作品の掲載歴がある。
バカ店員爆裂祭
でちゃう!（triple a出版）連載。
P-1バスターズ
別冊サンスポP-1グランプリ（産業経済新聞社）→ サンスポPSリポート（アドサプライズ）連載。
サボパチーノ
楽遊（アドサプライズ、2008年 - ）連載。
ことわざ伝説
GAKUMANplus（小学館）連載、2010年 - 2011年。

### イラスト・挿絵

#### 書籍・ムック
- 爆笑の真実探求エンタテインメント・シリーズ（早川書房、2001年 - 2002年、ウィリアム・パウンドストーン著、田村義進・伊藤文英[注釈 1]訳）
  - 大秘密 -噂・都市伝説・憶測の真相あばきます
  - 大疑惑 -「部外者ご遠慮ください」の内幕、すべてあばきます
  - 大暴露 -あの超有名人・企業が闇に葬りたかったすべて
- まんが八百長経済大国の最期（光文社、2004年、ベンジャミン・フルフォード共著）
- 全裏手口! オレオレ事件簿（廣済堂出版、2005年、日名子暁共著）
- 世界がもし全部アメリカになったら（アスコム、2005年、勝谷誠彦共著）
- 小泉発言録 光と影（あおば出版、2006年、島田文昭共著）
- コドモダマシ -ほろ苦教育劇場-（春秋社、2008年、パオロ・マッツァリーノ共著）
- バカが国家をやっている（扶桑社、2008年、勝谷誠彦共著）
- 殺人ウイルスの謎に迫る! -新型インフルエンザはどうして危険なのか? 致死率80%以上の凶悪ウイルスとはなにか?（ソフトバンククリエイティブ、2008年、畑中正一共著）
- 麺道一直線（新潮社、2009年、勝谷誠彦共著）
- 振り込め詐欺師の正体!（廣済堂出版、2009年、日名子暁共著）
- 合コンに強い人はビジネスもうまくいく! -コミュニケーション術が身につく（学研パブリッシング、2010年、二階堂忠春共著）

#### 雑誌・フリーペーパー
- 小学館の学年別学習雑誌 各誌（小学館）
- Yahoo! Internet Guide（ソフトバンククリエイティブ）
- Myojo（集英社）
- NET M@NEY（廣済堂出版）
- ダイヤモンドZAi（ダイヤモンド社）
- 住宅情報タウンズ→SUUMOマガジン（リクルート）
- SPA!（扶桑社）
- BRIO（光文社）
- R25（リクルート）
- RC WORLD（枻出版社）
- 建築知識（エクスナレッジ）
- パチスロ攻略マガジン（プラントピア）
- サンスポPSリポート（アドサプライズ）

#### Android端末用ゲーム
- ダメぽっぽ（fuzz）

#### ウェブテレビ
- Abema的ニュースショー（2018年、AbemaTV）政治家イラスト提供[3]

### プロデューサーを務めた作品
- からくり剣豪伝ムサシロード（1990年、日本テレビ）
- エルドランシリーズ（1991年 - 1994年、テレビ東京）
  - 絶対無敵ライジンオー
  - 元気爆発ガンバルガー
  - 熱血最強ゴウザウラー
- ジャングルの王者ターちゃん（1993年 - 1994年、テレビ東京）
- ウルトラセブン 太陽エネルギー作戦（1994年、日本テレビ）